# Dapaong
Dapaong (Dapango, Dapaongo) grad je u Togou, glavni grad regije Savanes, graničnog područja sa Sahelom. Nalazi se na sjeveru države, 20-ak km južno od granice s Burkinom Faso. Poznato je sajmište.
Prema popisu iz 2005. godine, Dapaong je imao 51.500 stanovnika, čime je bio šesti grad po brojnosti u državi.